# أليكس هود
أليكس هود (بالإنجليزية: Alex Hood)‏ هو مغني أسترالي، ولد في 1935.

## وصلات خارجية
- أليكس هود على موقع ميوزك برينز (الإنجليزية)
- أليكس هود على موقع أول ميوزيك (الإنجليزية)
- أليكس هود على موقع ديسكوغز (الإنجليزية)